# 相模大堰
相模大堰（さがみおおぜき）は、神奈川県内広域水道企業団の相模川水系建設事業のひとつとして、1995年（平成7年）に工事に着手し、1998年（平成10年）に完成した、相模川の取水堰である。河口から12キロメートル上流にあり、左岸は海老名市社家地先、右岸は厚木市岡田地先に位置している。2020年（令和2年）3月31日より、併設されている「相模大堰管理橋」が一般歩行者・自転車通行に対して開放された。

## 概要

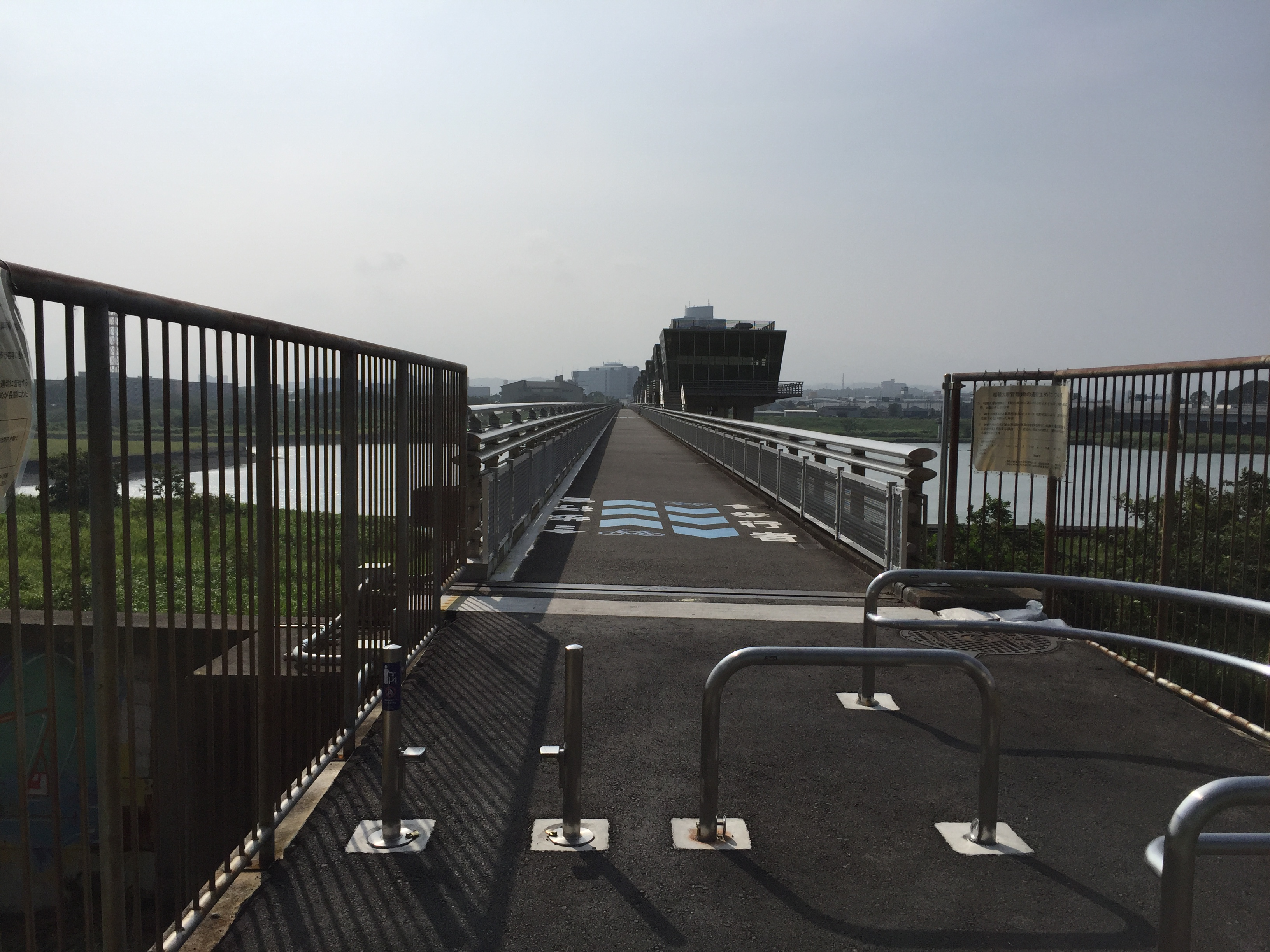
交通開放された相模大堰管理橋（海老名市側）。神奈川県道409号相模川自転車道線に接続している。

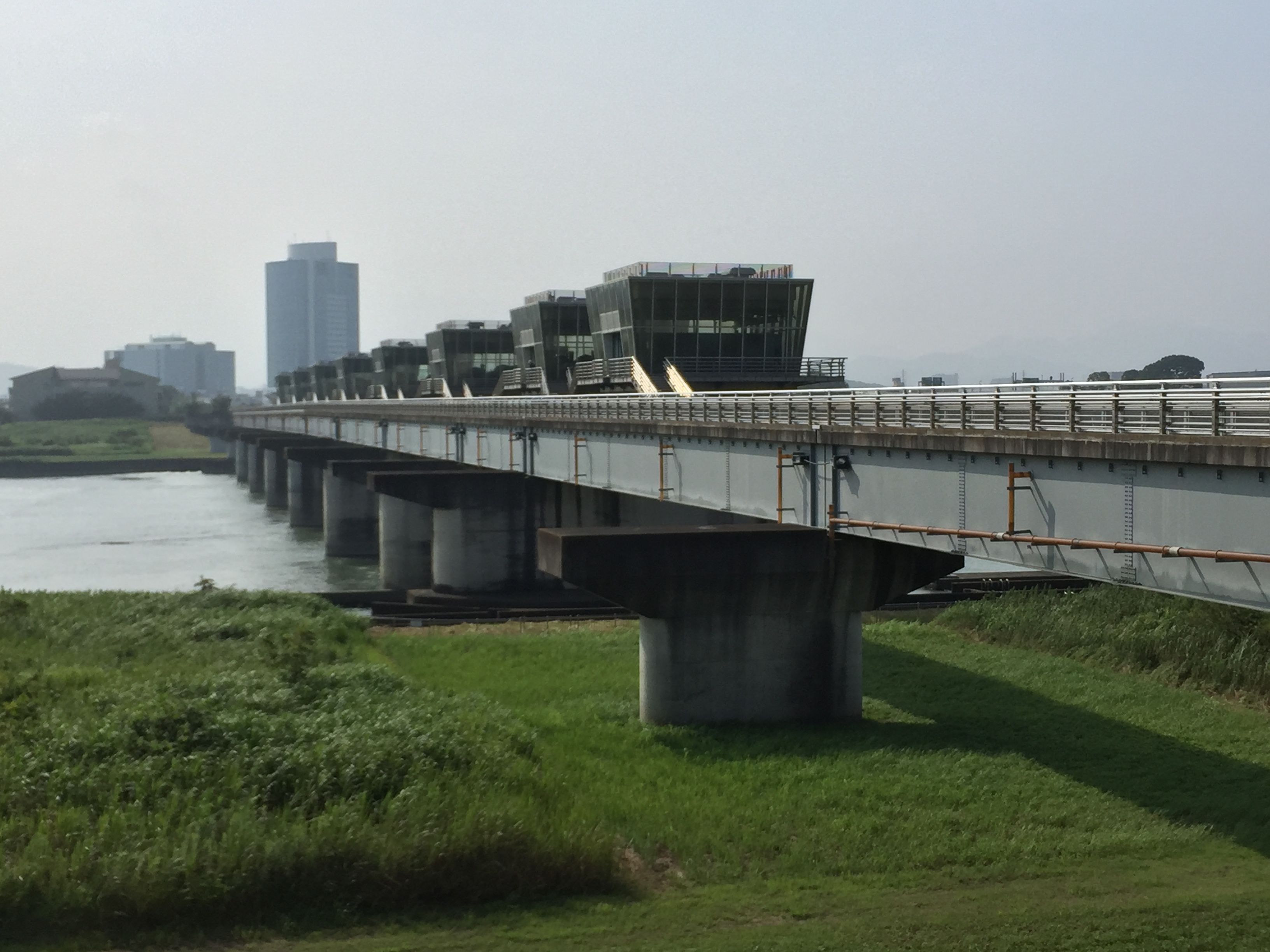
相模大堰（海老名市側から厚木市側への遠景）

建設省（現・国土交通省）は、都市用水の確保を目的の一つとして中津川に宮ヶ瀬ダムを建設したが、その水はこの堰で取水され、神奈川県内広域水道企業団の構成団体である神奈川県、横浜市、川崎市、横須賀市の水道に送水される。
現在は相模川水系建設事業の第1期工事が完成し、日量621,000m3（7.19m3/s）を取水、綾瀬浄水場および相模原浄水場で浄水して構成団体に供給している。
なおこの堰には、計画洪水量7,300m3/sを流下させる幅42メートルのゲート4門、水道用取水および河川維持流量の制御のためのフラップ付き幅40メートルの2段調整ゲート2門と、フラップ付き幅21メートルの2段土砂吐ゲート1門の計7門のゲートがある。
環境への配慮
建設にあたっては環境アセスメントを実施し、周辺に調和した施設となるよう以下のように環境への配慮をしている。
- 貴重な動植物の保全

建設地内で確認されたタコノアシについては、工事着手以前に移植した。
- 魚道の設置

相模川の代表的な魚類のひとつであるアユを対象とした主魚道、ヨシノボリのような底生魚や遊泳力の小さな魚類を対象とした副魚道、遡上魚を誘導するための呼び水水路を併設している。
- 新たな環境の創出

施設のデザインや色彩は周辺環境に配慮し、野鳥や魚道を遡上する状況が観察できる施設、あるいは湿地帯をイメージしたビオトープを設置するなど、地域に開かれた社会学習の場として利用することを考慮している。

## アクセス
- JR相模線社家駅より徒歩約15分（神奈川県道409号相模川自転車道線沿い）。
- 上流側にある東名高速からは、その全景を望むことができる。

## 近隣の橋
（上流）- 相模大橋 - 相模川橋梁 - 相模川橋 - （相模大堰）
（相模大堰） - 相模川水管橋 - 戸沢橋 - 相模川橋梁 -（下流）